# Picota (Peru)
Picota é uma cidade do Peru, situada na região de  San Martín. Capital da  província homônima, sua população em 2017 foi estimada em 8.376 habitantes.